# Pikachu
Pikachu (ピカチュウ, Pikachū) er en af de fiktive Pokémon-arter fra den berømte Pokémon-mediafranchise – en samling af videospil, anime, manga, bøger, samlekort og andre ting skabt af Satoshi Tajiri. Ligesom alle andre Pokémoner kæmper Pikachu mod andre Pokémoner i kampe, der er centrale for seriens manga, animé og spil. Pikachu er blandt de lettest genkendelige Pokémoner, især fordi den er en vigtig karakter i Pokémon-animéen. Pikachu er generelt set som den mest populære Pokémon og betragtes som Pokémon-universets officielle maskot.
I Pokémon-verdenen finder man ofte Pikachu i skove, på sletter og af og til nær bjerge, øer og elektricitetskilder (som kraftværker). Den findes på de fleste kontinenter i denne fiktive verden. Som en Pokémon af Electric-typen kan Pikachu opbevare elektricitet i sine kinder og udlade det i lynagtige angreb.

## Koncept
Navnet Pikachu er et ordspil på det japanske ord "pikapika", lydordet for elektrisk gnistren, og "chu", som i Japan er lydordet for en mus' piben. Navnet Pikachu referer både til arten generelt og til individuelle Pikachuer i spillene, animéen og mangaen, inklusive Pokémon-vennen til animéens hovedperson Ash Ketchum.

## Karakteristikker
Pikachu er designet som en lille, tætbygget muse-Pokémon med kort, gul pels og brune markeringer, der dækker dens ryg og halespids. Den har spidse ører med sort tip og røde cirkler på kinderne, der siges at indeholde et "elektrisk forråd". Dens hale er formet som et lyn. I Pokémon Diamond and Pearl blev kønsforskelle introduceret for nogle Pokémoner, og Pikachuer af hunkøn har et lille "hak" på halen, hvilket får spidsen til at se hjerteformet ud.
Poké-Dexet i flere af seriens spil siger, at Pikachu primært lever af bær. I stedet for at klatre i træer bruger den små lyn til at skyde bærrene ned fra træet, hvilket rister dem på samme tid. Den rister også de bær, der allerede ligger på jorden. Som sagt opbevarer den elektricitet i kinderne, og ved bare at klemme kinderne sammen kan den udlade både gnister og lyn. Hvis den udlader gnister eller lyn uden at være i kamp er det tegn på, at den er opmærksom. Hvis der er stærke magnetfelter i området, kan Pikachu ikke udlade lyn og bliver her syg med influenza-symptomer. Pikachuer samles normalt i områder med ofte forekommende tordenvejr. Når den bliver truet, kan Pikachu generere et ekstra stærkt lyn, og hvis der er elektromagnetiske kræfter i området, kan det resultere i et kort tordenvejr.
Pikachu udvikler sig til Raichu ved hjælp af Tordenstenen, men mange trænere vælger ikke at udvikle deres Pikachu. Hvis man f.eks. i Pokémon Yellow bruger en Tordensten på en Pikachu, begynder den at skrige og nægter at udvikle sig. Fra anden generation af Pokémon-spil har Pikachu haft en førudvikling, Pichu, som udvikler sig til Pikachu, når den har fået et tæt venskab med sin træner.

## Optræden

### I spillene
I videospillene er Pikachu normalt en Pokémon på lave levels, som findes i Viridian Forest og Power Plant i de tidlige spil og Safari Zone i Ruby, Sapphire og Emerald-versionerne. I Pokémon Gold og Silver blev der introduceret en genstand kaldet Light Ball, der kan gives til Pikachu for at fordoble dens Special Attack-stat. Man kan også få Pikachu i Diamond og Pearl ved at udvikle Pichu, som findes i Trophy Garden.
Spillet Pokémon Yellows hovedperson er en Pikachu og er både på boksen til spillet og som den eneste starter-Pokémon. Den er inspireret af Pikachuen i Pokémon-animéen og nægter derfor at være i sin Poké-Ball, men følger spilleren rundt på skærmen. Man kan tale til den, og den reagerer på mange forskellige måder, alt efter hvordan man behandler den. Et andet spil, der centrerer omkring Pikachu, er Hey You Pikachu! til Nintendo 64. Spilleren kan kommunikere med Pikachu via en mikrofon og kan give den kommandoer ved at spille forskellige minispil og gå på forskellige eventyr. I spillet Pokémon Channel skal man også kommunikere med Pikachu, denne gang dog uden mikrofon. Pikachu er også en af de 16 starter-Pokémoner og ti partnere i Pokémon Mystery Dungeon-spillene.
Pikachu har også vist sig i Super Smash Bros.-spillene som en meget brugbar og spilbar karakter. Mange betragter Pikachu som en af nemmeste karakterer at bruge pga. dens kombination af hurtighed og styrke.
| Anime- eller mangafigur | Spire Denne artikel om en anime- og/eller mangafigur er en spire som bør udbygges. Du er velkommen til at hjælpe Wikipedia ved at udvide den. |

- Wikimedia Commons har flere filer relateret til Pikachu

| Spilfigurer | Spire Denne spilfigur-relaterede artikel er en spire som bør udbygges. Du er velkommen til at hjælpe Wikipedia ved at udvide den. |